# جون لويس (سياسي أمريكي، مواليد 1954)
جون لويس (بالإنجليزية: John Lewis)‏ هو سياسي أمريكي، ولد في 2 نوفمبر 1954. نشط حزبياً في الحزب الجمهوري. وقد انتخب عضو مجلس ولاية كاليفورنيا وانتخب عضو جمعية ولاية كاليفورنيا عن دائرة California's 70th State Assembly district ‏ (1980 – 1982).

## وصلات خارجية
- الموقع الرسمي